# Satkania
Satkania è un sottodistretto (upazila) del Bangladesh situato nel distretto di Chittagong, divisione di Chittagong. Si estende su una superficie di 280,99 km² e conta una popolazione di 384.806 abitanti (dato censimento 1991).